# Gombášské sýpky
Gombášské sýpky, nazývané také Sýpky v Hubovej, jsou dřevěnice, které se nacházejí v obci Hubová (dříve Gombáš) na levém břehu řeky Váh v okrese Ružomberok v Žilinském kraji na Slovensku.

## Další informace
Gombášské sýpky jsou dvě historicky cenné lidové dřevěné srubové stavby bez oken, které mají příkré šindelové střechy. Byly postaveny v roce 1920 a jsou posledními zachovalými sýpkami v Hubové. Mají hliněnou podlahu a jsou podsklepené a jsou ukázkou původní liptovské lidové architektury. Tyto sýpky se využívaly k uskladnění obilovin, brambor a dalších polnohospodářských plodin aj. V minulosti byly požáry vesnic častým jevem, proto byly sýpky postaveny za vesnicí na výše položených místech. Nad sýpkami je vztyčen kříž, připomínající zaniklý hřbitov. Poblíž se také nachází informační tabule naučné stezky - naučný chodník Hubovský okruh. Gombášské sýpky byly také umělecky ztvárněné na obrazech a poštovních známkách.

## Galerie

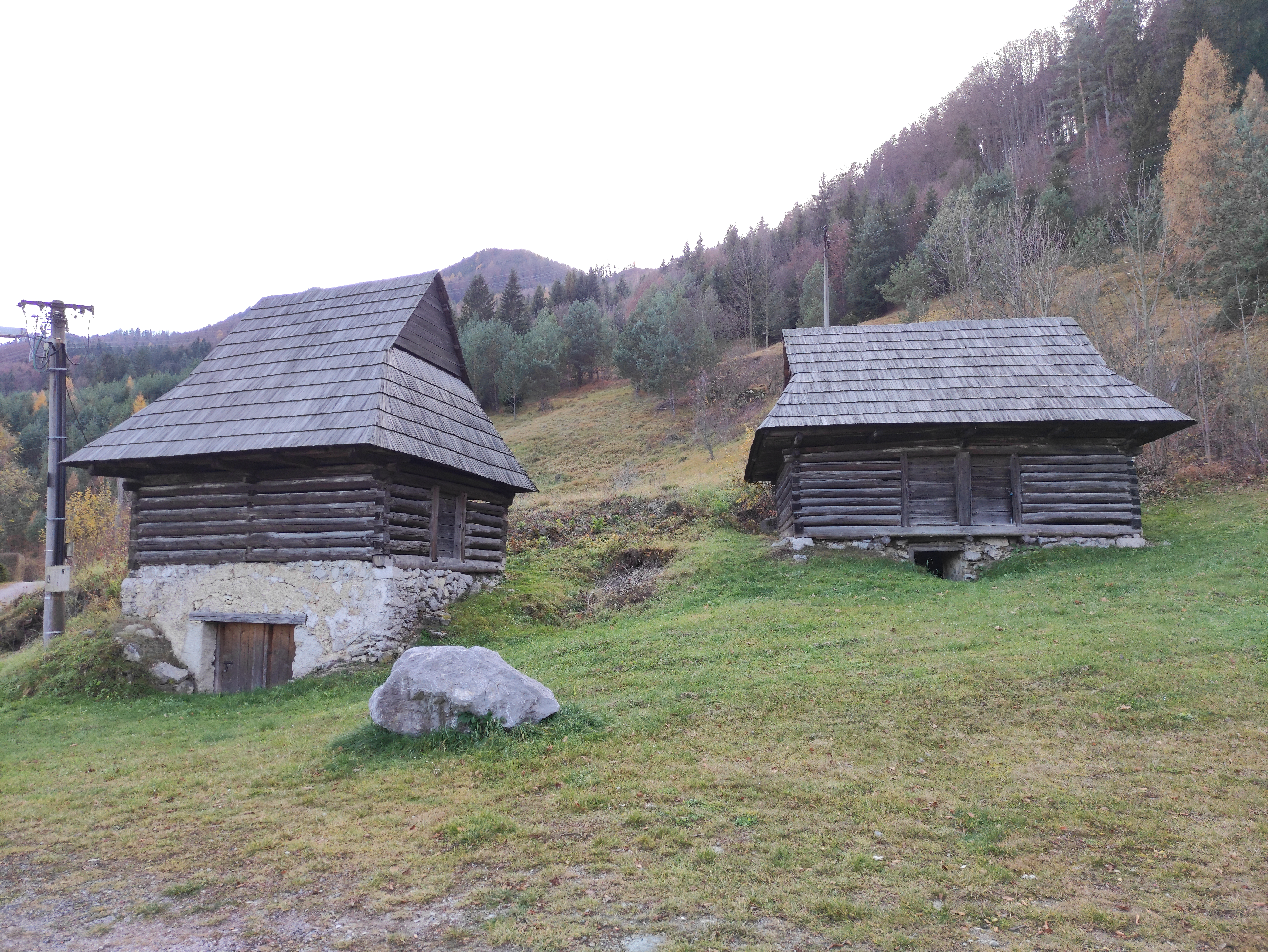
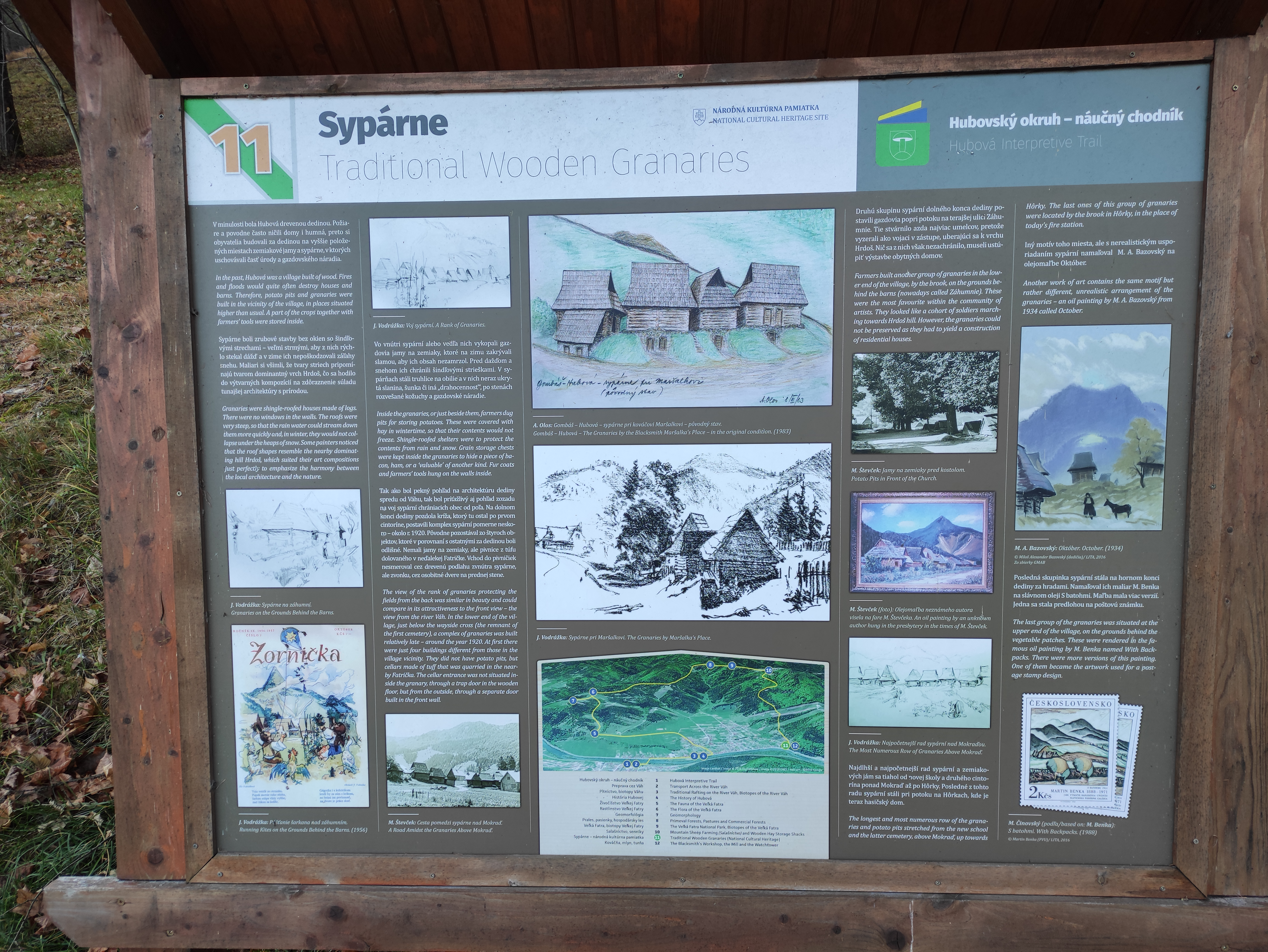